# Romanian Open 1996
Il Romanian Open 1996  è stato un torneo di tennis giocato sulla terra rossa.
È stata la 4ª edizione del Romanian Open che fa parte della categoria World Series nell'ambito dell'ATP Tour 1996.
Si è giocato a Bucarest in Romania dal 9 al 15 settembre 1996.

## Campioni

### Singolare
Alberto Berasategui ha battuto in finale  Carlos Moyá con il punteggio di 6–1, 7–6(5).

### Doppio
David Ekerot /  Jeff Tarango hanno battuto in finale  David Adams /  Menno Oosting con il punteggio di 7–6, 7–6.